# Àcid dicarboxílic
En química orgànica es denomina àcid dicarboxílics a aquell compost d'estructura carbonada que està substituït per dos grups funcionals tipus carboxil. Per això, la seva fórmula respon a HOOC-R-COOH, on R sol correspondre a un grup alquil, alquenil o alquilí. Els àcids dicarboxílics tenen especial rellevància en el metabolisme de les cèl·lules. En enginyeria química es fan servir per preparar copolímers com el niló.
Pel que fa a reactivitat química, solen comportar-se com els àcids monocarboxílics. La ionització del segon grup carboxílic és més difícil que la del primer, pel fet que cal una major energia per dissociar el protó (H +) d'un anió que porta dues càrregues negatives (cas de la ionització del segon carboxil) que d'aquell que només té una (cas de la ionització d'un únic carboxil).
Quan un dels grups carboxil d'aquests àcid se substitueix per un tipus aldehid, es produeix un àcid aldehídic.
Alguns exemples d'àcids dicarboxílics són:
| Nom comú        | Nom IUPAC                                   | Fórmula química  | Fórmula estructural |
| --------------- | ------------------------------------------- | ---------------- | ------------------- |
| Àcid oxàlic     | àcid etanodioic                             | HOOC-COOH        | Àcid oxàlic         |
| Àcid malònic    | àcid propanodioic                           | HOOC-(CH₂)-COOH  | Àcid malònic        |
| Àcid succínic   | àcid butanodioic                            | HOOC-(CH₂)₂-COOH | Àcid succínic       |
| Àcid glutàric   | àcid pentanodioic                           | HOOC-(CH₂)₃-COOH | Àcid glutàric       |
| Àcid adípic     | Àcid hexanodioic                            | HOOC-(CH₂)₄-COOH | Àcid adípic         |
| Àcid pimèlic    | àcid heptanodioic                           | HOOC-(CH₂)₅-COOH | Àcid pimèlic        |
| Àcid subèric    | àcid octanodioic                            | HOOC-(CH₂)₆-COOH | Àcid subèric        |
| Àcid azelaic    | àcid nonadioic                              | HOOC-(CH₂)₇-COOH | Àcid azelaic        |
| Àcid sebàcic    | àcid decadioic                              | HOOC-(CH₂)₈-COOH | Àcid sebàcic        |
| Àcid ftàlic     | àcid benzè-1,2-dicarboxílic o-àcid ftàlic   | C₆H₄(COOH)₂      | Àcid ftàlic         |
| Àcid isoftàlic  | àcid benzè-1,3-dicarboxílic m-àcid ftàlic   | C₆H₄(COOH)₂      | Àcid isoftàlic      |
| Àcid tereftàlic | àcid beceno-1,4-dicarboxílico p-àcid ftàlic | C₆H₄(COOH)₂      | Àcid tereftàlic     |